# Buslijn 2 (Leuven)
Buslijn 2 Heverlee Campus - Leuven - Kessel-Lo Hulsberg is een Leuvense stadslijn uitgebaat door De Lijn. De lijn verbindt Kessel-Lo via het centrum van Leuven met Heverlee. Deze buslijn wordt zeer intensief gebruikt, aangezien ze vele plaatsen in en rondom Leuven met elkaar verbindt. Zo rijdt de bus langs het Provinciaal Domein in Kessel-Lo, het Leuvense treinstation, het Leuvense centrum, Heverlee Station, het Heilig Hartinstituut Heverlee, het Kasteelpark en de campus Arenberg van de KU Leuven.
Doordat de bus al deze punten met elkaar verbindt is de bezetting van de bus doorheen heel de dag vrij hoog. Aangezien de bussen echter over de historische Leuvense Grote Markt rijden wordt de buslijn vooral verzorgd door kleinere bussen met lagere uitstoot. Sinds 2013 rijden er ook grotere hybride bussen op de lijn om de capaciteit te verhogen. Dit vooral op vrijdag wanneer veel studenten huiswaarts keren tijdens de spits en in het weekend wanneer de frequentie lager ligt dan in de week.
In september 2020 werd er een proefproject gestart met elektrische bussen. Deze bussen worden enkel ingezet op lijn 2 doordat deze lijn de enige frequente lijn is die de halte Heverlee Campus Arenberg als eindhalte heeft waar deze bussen de mogelijkheid hebben om te laden door middel van snelladers. Hiervoor zijn twee snelladers geplaatst bij deze halte waarmee de chauffeurs de bussen indien nodig kunnen opladen tijdens hun pauze. De elektrische bussen worden opgeslagen op de stelplaats Leuven Noord van De Lijn. Hierbij gaat het om lagevloers Citea's van de Nederlandse bussenbouwer VDL Bus & Coach.

## Frequentie
Tijdens de spits rijden de bussen over de gehele lijn om de 7 à 8 minuten.
Overdag buiten de spits
- Tussen Leuven Station en Kessel-Lo Hulsberg: om de 15 min
- Tussen Leuven Station en Heverlee Campus: om de 7-8 min
- Voor de ochtendspits en na 19u 's avonds rijden de bussen om de 15min over de gehele lijn.

Zaterdag
- Op zaterdag rijdt de bus overdag over de gehele lijn om de 15 min. 's Ochtends en 's avonds wordt de frequentie teruggebracht naar 1 bus per half uur over de gehele lijn.

Zondag
- Ieder half uur een bus over de gehele lijn. Aangezien echter op zondagavond heel veel studenten terugkeren naar hun kot wordt er bijkomend een studentenpendel ingelegd tussen Leuven Station en Heverlee Campus Arenberg om de 15 min.

Nachtbus
- Op vrijdag en zaterdagnacht kunnen reizigers ook gebruikmaken van gratis nachtbussen. Deze rijden vanaf 23u30 tot 2u30 telkens om het half uur. De nachtbussen op deze lijn rijden dan enkel tussen het Rector De Somerplein en Kessel-Lo Hulsberg.

Tussen de haltes Leuven Sint-Kwintenskerk en Leopold III-laan volgen lijnen 1 en 2 hetzelfde traject.

## Route

### 2 Heverlee Campus Arenberg - Kessel-Lo Hulsberg
Na het vertrek aan de beginhalte Heverlee Campus Arenberg volgt deze lijn de Celestijnenlaan zuidwaarts. Hierna passeert de bus langs het Arenbergkasteel en volgt deze de Koning Leopold III-laan waarna de bus op de Naamsesteenweg (N251) terecht komt. Deze wordt gevolgd door Heverlee tot in het centrum van Leuven (Naamsestraat) waar deze bus over de Grote Markt rijdt. Daarna volgt ze de Bondgenotenlaan. Vervolgens stopt de bus aan het station en vervolgt hij eventueel (als het station niet de eindhalte is) de route langs de Diestsepoort en voor een stukje de Diestsesteenweg (N2). Nadat de bus het Baron August de Becker Remy plein in Kessel-Lo is gepasseerd volgt deze de Gemeentestraat en Holsbeeksesteenweg langs het Provinciaal Domein in Kessel-Lo. Hierna volgt hij de Wilselsesteenweg en de Domeinstraat. Ten slotte nog de Kesseldallaan en op de Wilselsesteenweg bevindt zich de eindhalte Kessel-Lo Hulsberg.

### 2 Kessel-Lo Hulsberg - Heverlee Campus Arenberg
De route van lijn 2 is in beide richtingen exact hetzelfde omdat er geen invloed is van bijvoorbeeld enkelrichtingswegen. Alle haltes worden in beide richtingen bedient. Bij het station van Leuven komt de bus in beide richtingen langs de ene zijde aan bij het perron en verlaat het perron weer langs andere kant langs waar de route wordt verdergezet.
Tijdens de zomer is de Bondgenotenlaan elke zaterdag verkeersvrij van 11:00 tot 18:30. Daarom volgt lijn 2 op dat moment de Maria Theresiastraat tussen de Naamsestraat (ter hoogte van het Heilig Hart Ziekenhuis) en het Martelarenplein (Leuven Station). Met deze omleiding volgt lijn 2 in het centrum van Leuven dezelfde route als lijn 13 en de voormalige lijn 1 (nu lijn 13).

### Eindhaltes
- De eindhalte Heverlee Campus Arenberg bevindt zich in een enkelrichtingsweg (Domein Arenberg III) die grenst aan de Kapeldreef. Als de bussen aankomen op deze eindbestemming moeten ze eerst wat verder doorrijden voor het begin van deze enkelrichtingsweg waarna ze bij vertrek iets meer naar het noorden er weer uit komen. vlak voor de halte is een strook waar de bussen kunnen staan in afwachting tot vertrek en de twee snelladers staan voor de elektrische bussen.
- Bij het station van Leuven kunnen de bussen alle kanten uit. De oude stelplaats dient nog als buffer waar de bussen kunnen staan tijdens de pauzes van de chauffeurs en in afwachting tot vertrek.
- Aan de eindhalte Kessel-Lo Hulsberg in de Wilselsesteenweg ligt er tegen spoorlijn 35 een boogvormig stuk weg dat speciaal is aangelegd voor Lijn 2 zodat die hier kan omkeren. Vlak voor de halte is er een strook voorzien waar de bussen kunnen staan tijdens de pauze van de chauffeur in afwachting tot vertrek.

## Materieel
Op lijn 2 wordt uitsluitend door stelplaats Leuven Noord bediend. Op deze lijn worden vooral kleine bussen van het type Van Hool newA309 ingezet (meestal brandstof maar soms ook hybride), hybride lagevloersbussen van het type VDL Citea SLF en elektrische lagevloersbussen van het type VDL Citea SLF die enkel op deze lijn kunnen ingezet worden omdat deze geladen worden met snelladers aan de einhalte Heverlee Campus Arenberg. Soms gebeurt het ook wel eens dat er een hybride standaardbus van het type Van Hool newA360 doorkomt of een hybride lagevloersbus van het type Van Hool newA300 of een hybride standaardbus van het type VDL Citea SLE. Op deze lijn worden nooit gelede bussen ingezet.

## Kleur
Lijn 2 heeft een zwart nummer met een appelblauwzeegroene achtergrond.

## Externe verwijzingen
- Website De Lijn